# Coppa Italia Dilettanti 1973-1974
La Coppa Italia Dilettanti 1973-1974 è stata la 8ª edizione di questa competizione calcistica italiana. È stata disputata con la formula dell'eliminazione diretta ed è stata vinta dalla Miranese.
La competizione era riservata alle migliori squadre militanti nel primo livello regionale. I primi due turni venivano disputati a livello regionale, poi si passava a livello interregionale. La finale era disputata in campo neutro.
L'edizione, come detto sopra, è stata vinta dalla Miranese, che superò in finale la Bovalinese; le altre semifinaliste furono Biassono e Montesilvano.
Il detentore del trofeo era lo Jesolo: venne eliminato al primo turno dai futuri campioni della Miranese.

## Partecipanti
Le 256 partecipanti sarebbero dovute essere così ripartite fra i vari comitati regionali:
| Numero squadre | Comitati regionali    | Comitati regionali    | Comitati regionali | Comitati regionali | Comitati regionali | Comitati regionali | Comitati regionali  | Comitati regionali  | Comitati regionali  | Comitati regionali  | Comitati regionali  | Comitati regionali  |
| -------------- | --------------------- | --------------------- | ------------------ | ------------------ | ------------------ | ------------------ | ------------------- | ------------------- | ------------------- | ------------------- | ------------------- | ------------------- |
| 32             | Lombardia             | Lombardia             | Lombardia          | Lombardia          | Lombardia          | Lombardia          | Lombardia           | Lombardia           | Lombardia           | Lombardia           | Lombardia           | Lombardia           |
| 20             | Campania              | Campania              | Campania           | Campania           | Toscana            | Toscana            | Toscana             | Toscana             | Veneto              | Veneto              | Veneto              | Veneto              |
| 18             | Emilia-Romagna        | Emilia-Romagna        | Emilia-Romagna     | Emilia-Romagna     | Emilia-Romagna     | Emilia-Romagna     | Emilia-Romagna      | Emilia-Romagna      | Emilia-Romagna      | Emilia-Romagna      | Emilia-Romagna      | Emilia-Romagna      |
| 14             | Friuli-Venezia Giulia | Friuli-Venezia Giulia | Lazio              | Lazio              | Liguria            | Liguria            | Piemonte            | Piemonte            | Puglia              | Puglia              | Sicilia             | Sicilia             |
| 12             | Abruzzo               | Abruzzo               | Abruzzo            | Calabria           | Calabria           | Calabria           | Marche              | Marche              | Marche              | Sardegna            | Sardegna            | Sardegna            |
| 6              | Umbria                | Umbria                | Umbria             | Umbria             | Umbria             | Umbria             | Umbria              | Umbria              | Umbria              | Umbria              | Umbria              | Umbria              |
| 4              | Basilicata            | Basilicata            | Basilicata         | Basilicata         | Basilicata         | Basilicata         | Trentino-Alto Adige | Trentino-Alto Adige | Trentino-Alto Adige | Trentino-Alto Adige | Trentino-Alto Adige | Trentino-Alto Adige |

Essendo stati assegnati 8 posti all'Umbria, un altro comitato regionale deve averne persi 2.

### Novità
- Invece di esserci un solo turno a livello regionale, in questa edizione ce ne sono due. Dal terzo cominciano i confronti interregionali.
- Non viene più disputata la "final four", le semifinali vengono disputate in andata e ritorno; rimane la finale in gara unica in campo neutro.
- Viene abolito il sorteggio: d'ora in poi, in caso di parità nel computo delle reti (qualora siano pari anche nella regola dei gol in trasferta) verranno calciati i tiri di rigore.

## Prima fase

### Friuli-Venezia Giulia
```
14 squadre
Non ammesse: 
CMM N.Sauro
, 
Cormonese
, 
Corno
, 
Maniago
, 
Spilimbergo
 e 
Torviscosa
.
Dalla 
Prima Categoria
: 
Fontanafredda
 (dal girone A), 
Aquileia
, 
Itala
 e 
Ronchi
 (dal girone B).
```

| Squadra 1         | Totale          | Squadra 2                 | Andata     | Ritorno    |
| ----------------- | --------------- | ------------------------- | ---------- | ---------- |
| PRIMO TURNO       | PRIMO TURNO     | PRIMO TURNO               | 02.09.1973 | 09.09.1973 |
| Fontanafredda     | 2 – 3           | Sacilese                  | 1 – 0      | 1 – 3      |
| Bertiolo          | 1 – 4           | Cordenonese               | 0 – 0      | 1 – 4      |
| Tarcentina        | 0 – 2           | Manzanese                 | 0 – 1      | 0 – 1      |
| Pro Cervignano    | 1 – 2           | Aquileia                  | 0 – 0      | 1 – 2      |
| Itala             | 1 – 1 (2-4 dtr) | Sangiorgina               | 0 – 1      | 1 – 0      |
| Ronchi            | 2 – 7           | Ponziana                  | 0 – 3      | 2 – 4      |
| Cremcaffè Trieste | 2 – 2 (gfc)     | San Giovanni Trieste      | 0 – 0      | 2 – 2      |
| SECONDO TURNO     | SECONDO TURNO   | SECONDO TURNO             | 16.09.1973 | 23.09.1973 |
| Sacilese          | 7 – 0           | Dolomitica Predazzo (TAA) | 6 – 0      | 1 – 0      |
| Manzanese         | 3 – 6           | Cordenonese               | 2 – 2      | 1 – 4      |
| Aquileia          | 0 – 0 (4-2 dtr) | Sangiorgina               | 0 – 0      | 0 – 0      |
| Cremcaffè Trieste | 2 – 3           | Ponziana                  | 1 – 1      | 1 – 2      |

### Veneto
| Squadra 1     | Totale        | Squadra 2       | Andata     | Ritorno    |
| ------------- | ------------- | --------------- | ---------- | ---------- |
| PRIMO TURNO   | PRIMO TURNO   | PRIMO TURNO     | 02.09.1973 | 09.09.1973 |
| Miranese      | 2 – 0         | Jesolo          | 1 – 0      | 1 – 0      |
| SECONDO TURNO | SECONDO TURNO | SECONDO TURNO   | 16.09.1973 | 23.09.1973 |
| Miranese      | 1 – 1 (dtr)   | Vittorio Veneto | 1 – 0      | 0 – 1      |

### Umbria
```
8 squadre
Non ammesse: 
Assisi
, 
Bevagna
, 
Lama
, 
Narnese
, 
Nestor
, 
Ponte Felcino
, 
SI.LA. San Sisto
 e 
Tavernelle
.
```

| Squadra 1     | Totale        | Squadra 2     | Andata     | Ritorno    |
| ------------- | ------------- | ------------- | ---------- | ---------- |
| PRIMO TURNO   | PRIMO TURNO   | PRIMO TURNO   | 02.09.1973 | 09.09.1973 |
| Tiberis       | 2 – 1         | Angelana      | 0 – 1      | 2 – 0      |
| Gualdo        | 2 – 1         | Pontevecchio  | 2 – 1      | 0 – 0      |
| Orte Filesi   | 1 – 2         | Todi          | 1 – 1      | 0 – 1      |
| Grifo Cannara | 3 – 1         | Deruta        | 2 – 0      | 1 – 1      |
| SECONDO TURNO | SECONDO TURNO | SECONDO TURNO | 16.09.1973 | 23.09.1973 |
| Grifo Cannara | 0 – 2         | Tiberis       | 0 – 2      | n.d.       |
| Todi          | 6 – 2         | Gualdo        | 3 – 1      | 3 – 1      |

### Calabria
| Squadra 1     | Totale        | Squadra 2         | Andata     | Ritorno    |
| ------------- | ------------- | ----------------- | ---------- | ---------- |
| PRIMO TURNO   | PRIMO TURNO   | PRIMO TURNO       | 02.09.1973 | 09.09.1973 |
| Bovalinese    | 2 – 1         | Locri             | 2 – 1      | 3 – 0      |
| SECONDO TURNO | SECONDO TURNO | SECONDO TURNO     | 16.09.1973 | 23.09.1973 |
| Bovalinese    | Rin.          | Juve Taurianovese | n.d.       | n.d.       |

### Puglia e Basilicata
| Squadra 1        | Totale        | Squadra 2            | Andata     | Ritorno    |
| ---------------- | ------------- | -------------------- | ---------- | ---------- |
| PRIMO TURNO      | PRIMO TURNO   | PRIMO TURNO          | 02.09.1973 | 09.09.1973 |
| Maglie           | 0 – 1         | Gallipoli            | 0 – 1      | 0 – 0      |
| Liberty Palo     | 2 – 3         | Altamura             | 1 – 3      | 1 – 0      |
| Bisceglie        | 1 – 2         | Audace Cerignola     | 1 – 0      | 0 – 2      |
| Atletico Tricase | 3 – 0         | Poggiardo            | 2 – 0      | 1 – 0      |
| Noci             | 3 – 3         | San Pietro Vernotico | 2 – 0      | 1 – 3      |
| Squinzano        | 1 – 1         | Carmiano             | 1 – 1      | 0 – 0      |
| Ginosa           | 2 – 2         | Noicattaro           | 1 – 0      | 2 – 1      |
| Avigliano        | 4 – 3         | TH Potenza           | 2 – 2      | 2 – 1      |
| Tolve            | 1 – 3         | GR Matera            | Rinv       | 1 – 3      |
| SECONDO TURNO    | SECONDO TURNO | SECONDO TURNO        | 16.09.1973 | 23.09.1973 |
| Noci             | 6 – 3         | Carmiano (TAA)       | 4 – 2      | 2 – 1      |
| Tolentino        | 3 – 2         | Ginosa               | 2 – 0      | 1 – 2      |
| GR Matera        | ? – ?         | Avigliano            | 1 – 0      | ? – ?      |
| Gallipoli        | ? – ?         | Atletico Tricase     | 0 – 0      | ? – ?      |
| Audace Cerignola | ? – ?         | Altamura             | ? – ?      | 2 – 0      |

## 32esimi di finale
| Squadra 1              | Totale      | Squadra 2              | Andata     | Ritorno    |
| ---------------------- | ----------- | ---------------------- | ---------- | ---------- |
| TERZO TURNO            | TERZO TURNO | TERZO TURNO            | 01.11.1973 | 30.12.1973 |
| (VEN) Monselice        | 2 – 2 (gfc) | Sacilese (FVG)         | 2 – 1      | 0 – 1      |
| (FVG) Cordenonese      | 1 – 1 (gfc) | Mira (VEN)             | 1 – 1      | 0 – 0      |
| (VEN) Miranese         | 2 – 0       | Aquileia (FVG)         | 1 – 0      | 1 – 0      |
| (FVG) Ponziana         | 2 – 1       | Dolo (VEN)             | 2 – 1      | 0 – 0      |
| (LAZ) Sacrofano        | ? – ?       | Todi (UMB)             | 3 – 0      | ? – ?      |
| (UMB) Tiberis          | 2 – 2 (dtr) | Matelica (UMB)         | 2 – 0      | 0 – 2      |
| (CAM) San Giorgio 1926 | 2 – 2 (gfc) | Carbonia (SAR)         | 2 – 1      | 0 – 1      |
| (CAL) Bovalinese       | 7 – 3       | Scicli (SIC)           | 3 – 0      | 4 – 3      |
| (PUG) Noci             | 4 – 3       | Cicciano (CAM)         | 2 – 1      | 2 – 2      |
| (PUG) Atletico Tricase | 1 – 5       | Montesilvano (ABR)     | 0 – 1      | 1 – 4      |
| (CAL) Marrone Cosenza  | 4 – 0       | GR Matera (BAS)        | 2 – 0      | 2 – 0      |
| (CAM) Giugliano        | 1 – 1       | Audace Cerignola (PUG) | 1 – 0      | 0 – 1      |

## 16esimi di finale
| Squadra 1                | Totale          | Squadra 2          | Andata     | Ritorno    |
| ------------------------ | --------------- | ------------------ | ---------- | ---------- |
| QUARTO TURNO             | QUARTO TURNO    | QUARTO TURNO       | 20.01.1974 | 27.01.1974 |
| (VEN) Miranese           | 1 – 0           | Darfo Boario (LOM) | 0 – 0      | 1 – 0      |
| (FVG) Sacilese           | 2 – 1           | Caratese (LOM)     | 0 – 0      | 2 – 1      |
| (VEN) Mira               | 0 – 1           | Ponziana (FVG)     | 0 – 1      | 0 – 0      |
| (SAR) Gennargentu Desulo | 1 – 2           | Carbonia (SAR)     | 0 – 1      | 1 – 1      |
|                          |                 |                    | 27.01.1974 | 17.02.1974 |
| (PUG) Noci               | 2 - 2 (0-2 dtr) | Bovalinese (CAL)   | 1 – 1      | 1 – 1      |

L'andata del confronto fra Noci e Bovalinese era in programma a Bovalino: la gara è stata interrotta per il forte vento a 7 minuti dalla fine sull'1-0 a favore dei pugliesi, quindi la gara del 27 gennaio a Noci è risultata come andata.

## Ottavi di finale
| Squadra 1              | Totale       | Squadra 2       | Andata     | Ritorno    |
| ---------------------- | ------------ | --------------- | ---------- | ---------- |
| QUINTO TURNO           | QUINTO TURNO | QUINTO TURNO    | 19.03.1974 | 25.04.1974 |
| (LOM) Ponte San Pietro | 2 – 3        | Sacilese (FVG)  | 1 – 1      | 1 – 2      |
| (FVG) Ponziana         | 0 – 2        | Miranese (VEN)  | 0 – 0      | 0 – 2      |
| (LAZ) Gaeta            | 2 – 1        | Carbonia (SAR)  | 0 – 0      | 2 – 1      |
| (CAL) Bovalinese       | 3 – 0        | Sacrofano (LAZ) | 2 – 0      | 1 – 0      |

## Quarti di finale
| Squadra 1          | Totale      | Squadra 2             | Andata     | Ritorno    |
| ------------------ | ----------- | --------------------- | ---------- | ---------- |
| SESTO TURNO        | SESTO TURNO | SESTO TURNO           | 23.05.1974 | 02.06.1974 |
| (VEN) Miranese     | 4 – 1       | Casteggio (LOM)       | 1 – 0      | 3 – 1      |
| (LOM) Biassono     | 4 – 1       | Sacilese (FVG)        | 3 – 0      | 1 – 1      |
| (CAL) Bovalinese   | 1 – 0       | Gaeta (LAZ)           | 1 – 0      | 0 – 0      |
| (ABR) Montesilvano | ?           | Morrone Cosenza (CAL) | ?          | ?          |

## Semifinali
| Squadra 1        | Totale      | Squadra 2          | Andata | Ritorno |
| ---------------- | ----------- | ------------------ | ------ | ------- |
| (VEN) Miranese   | 4 – 1       | Biassono (LOM)     | 2 – 1  | 2 – 0   |
| (CAL) Bovalinese | 2 – 2 (gfc) | Montesilvano (ABR) | 0 – 1  | 2 – 1   |

## Finale
| Arbitro: | Baldi (Roma) |

|                                                                                 |            | |
| Uccia 20’                                                                       | Marcatori  | |
| Boesso Miotto Marengo Gobbo Mion I Gasparini Uccia Greco Mion II Lagrutta Minto | Formazioni | Doria Vottari Porcella Autolitano (70' Praticò) Spanò Tuscano Cantori Barberi Arona Sollazzo Frascà |
| Telli                                                                           | Allenatori | Vörös                                                                                               |

## Coppa Ottorino Barassi
Come vincitore della Coppa Italia Dilettanti, la Miranese avrebbe dovuto di affrontare il vincitore della FA Amateur Cup: Bishop's Stortford F.C. (militante nella Isthmian League, all'epoca 5º livello del calcio inglese). Per difficoltà organizzative il torneo non viene disputato.